# Ginsheim-Gustavsburg
Ginsheim-Gustavsburg är en stad i nordvästra delen av distriktet Groß-Gerau i förbundslandet Hessen i Tyskland och gränsar till både Hessens huvudstad Wiesbaden och Rheinland-Pfalz huvudstad Mainz. Staden har cirka 17 000 invånare.
Från 1930 till 1945 var de två orterna Ginsheim och Gustavsburg stadsdelar i Mainz. Den senare stadsdelen fick sitt namn av den svenske kungen Gustav II Adolf, som 1632 under trettioåriga kriget lät uppföra en fästning på Mainspitze. År 1635 avträdde Sverige Gustavsburg, vilken efter omväxlande krigsår slutligen kom i fransk besittning.
I februari 2013 erhöll Ginsheim-Gustavsburg stadsprivilegier av förbundslandets regering.